# Amphiporus nadtochiae
Amphiporus nadtochiae är en djurart som tillhör fylumet slemmaskar, och som beskrevs av Chernyshev 1998. Amphiporus nadtochiae ingår i släktet Amphiporus och familjen Amphiporidae. Inga underarter finns listade i Catalogue of Life.